# سفارة أذربيجان في الهند
سفارة أذربيجان في الهند هي أرفع تمثيل دبلوماسي لدولة أذربيجان لدى الهند. تقع السفارة في نيودلهي وهي تهدف لتعزيز المصالح الأذربيجانية في الهند.

## وصلات خارجية
- قائمة سفارات أذربيجان
- قائمة السفارات في الهند